# 实践是检验真理的唯一标准

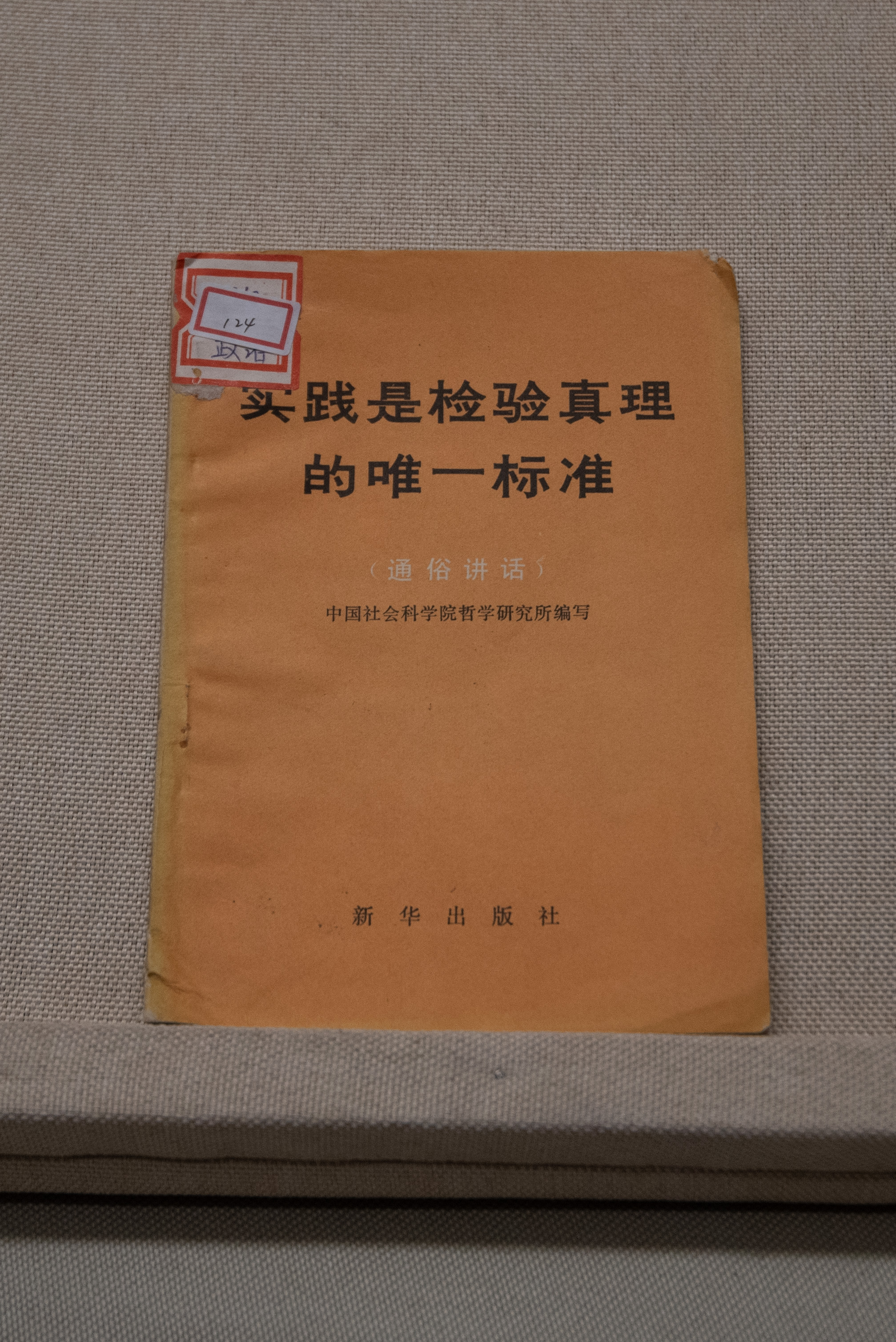
中国社会科学院哲学研究所编第一版《实践是检验真理的唯一标准》

《实践是检验真理的唯一标准》，是由南京大学哲学系教师胡福明原作，经过多人修改，最终由時任中共中央组织部部长胡耀邦审定的一篇文章。该文由《光明日报》在1978年5月11日、《人民日报》和《解放军报》在12日刊登。该文标志着中华人民共和国真理标准大讨论的开始，是邓小平、胡耀邦等人主导的“拨乱反正”的重要部分。

## 经过
1977年2月，两报一刊同时发表社论《学好文件抓住纲》，提出“两个凡是”：“凡是毛主席做出的决策，我们都坚决维护；凡是毛主席的指示，我们都始终不渝地遵循。”刚经历过文革的胡福明认为不能如此教条的去理解毛泽东的言论，于是他决心写一篇文章反驳这种观点。不过决定下笔写这篇文章前他十分犹豫，思前变后，决心写这篇指出“两个凡是”唯心主义问题的文章，最终在自己下榻的医院，以《实践是检验真理的标准》定了标题。后经光明日报社进行文章的修改，标题最终定为《实践是检验真理的唯一标准》。
该文于1978年5月10日首次发表于中共中央党校内部刊物《理论动态》第60期上。次日，《光明日报》以“特约评论员”的署名全文发表于头版。当日，新华社转发了这篇文章。12日，《人民日报》和《解放军报》同时转载。13日，多家省报同时转载。数日之内，该文传遍全国。
该文全文7,000余字，主张只能依靠社会实践检验真理；马克思主义最基本的原则之一就是理论与实践的统一；马恩列斯毛诸位革命导师都坚持用实践检验真理；任何理论都要不断接受实践的检验。
从此文的发表开始，真理标准大讨论席卷全国，最终动摇了华国锋执政的理论基础——所谓“两个凡是”。随着华国锋在中共中央工作会议上作检查，以及1978年底中共十一届三中全会的召开，邓小平逐渐取代华国锋掌握了党和国家的最高权力。
胡福明后来在采访中说：“文中的观点并不是我的首创，每个高校的哲学教师都懂。只是由我在一个特殊的‘时间节点’把它写了出来。”《实践是检验真理的唯一标准》一文中引用了马克思讲过“人应该在实践中证明自己思维的真理性”，和毛泽东讲过“真理的标准只能是社会的实践。”文中没有提到的是，胡适在1921年讲过，杜威的实验主义的一个核心观点是，“实验是真理的唯一试金石”，这个观念更早可以溯源到查尔斯·皮尔士。1954年中共批判胡适时称这与马克思主义的观点是不同的。胡适的实验主义一直被中共批判为唯心主义。。

## 争议
《光明日报》原副总编兼理论部主任马沛文临终前，发布《必得澄清的一桩重大史实》，回应了中央党史研究者中认为此文是由邓小平授意完成的作品的观点，指该文章的创作发表和邓小平无直接关系。

## 其他
2019年，中华人民共和国教育部组织编写的《普通高中教科书 语文》正式启用，其中《选择性必修 中册》收录《实践是检验真理的唯一标准》全文，位列全书第三课。